# Sanyang Point
Das Kap Sanyang Point liegt an der Küste Gambias in Westafrika zum Atlantischen Ozean. Namensgebend ist der rund fünf Kilometer entfernte Ort Sanyang.